# Krajowa Izba Doradców Restrukturyzacyjnych

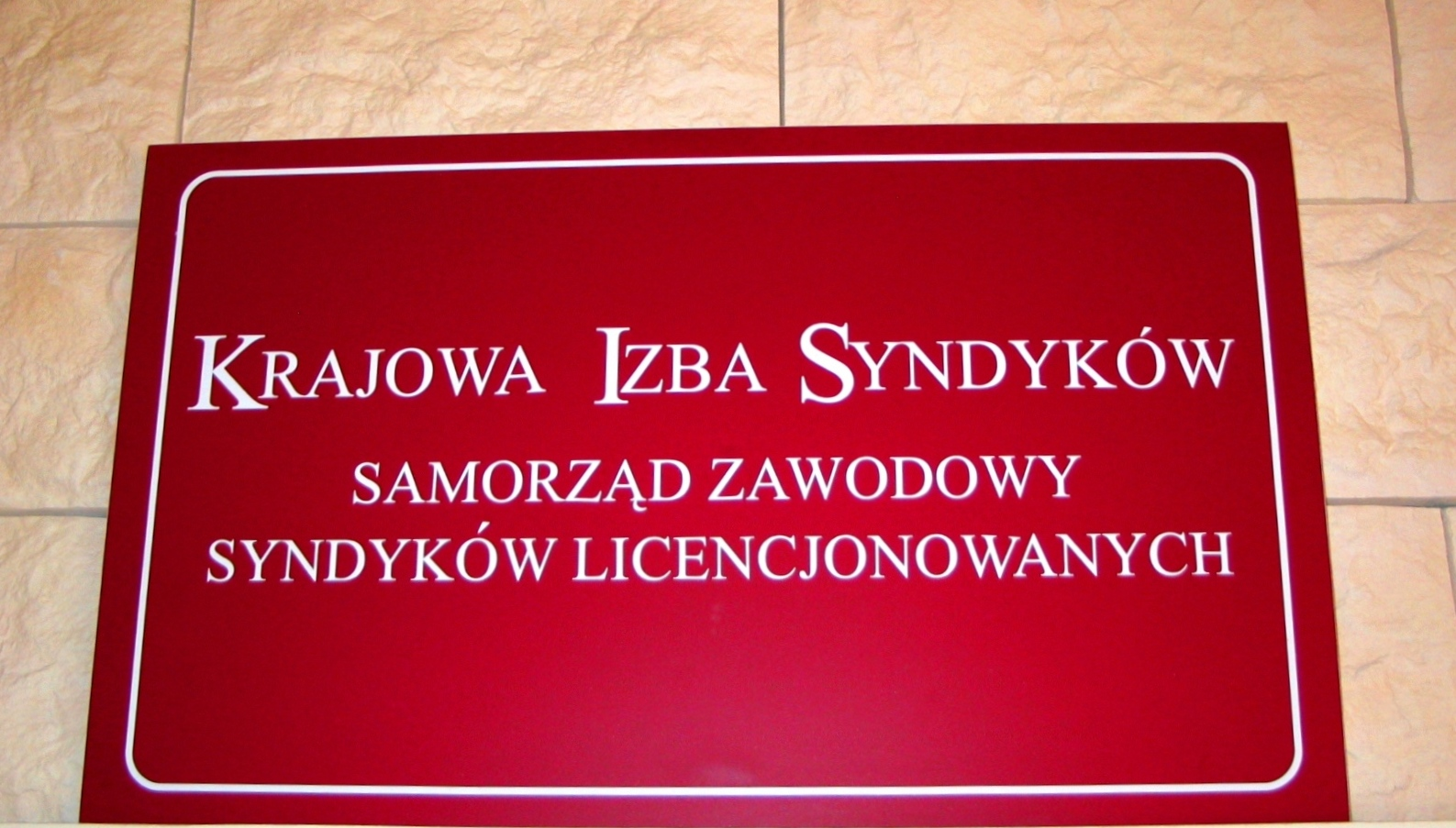
Szyld na budynku siedziby Krajowej Izby Syndyków

Krajowa Izba Doradców Restrukturyzacyjnych (do 2016 r. Krajowa Izba Syndyków) – polski samorząd gospodarczy zrzeszający na zasadach dobrowolności doradców restrukturyzacyjnych (dawniej: syndyków licencjonowanych), powołany w dniu 28 listopada 2009 r. w oparciu o przepisy ustawy o samorządzie zawodowym niektórych przedsiębiorców. Zasady działania Izby określa jej statut, zgodnie z którym siedzibą Izby jest Warszawa, a jej członkami mogą być wyłącznie licencjonowani doradcy restrukturyzacyjni wpisani na listę prowadzoną przez ministra sprawiedliwości. Wobec wejścia w życie w 2016 r. Prawa restrukturyzacyjnego Izba zmieniła nazwę na obecną.

## Zadania Izby
Do zadań statutowych Izby należy w szczególności:
- reprezentowanie członków Izby w tym udział w postępowaniach sądowych i administracyjnych jako upoważniony przedstawiciel społeczny,
- kształtowanie zawodu doradcy restrukturyzacyjnego jego społecznego wizerunku,
- kształtowanie wizerunku i etosu Krajowej Izby Doradców Restrukturyzacyjnych.
- dbanie o bezpieczeństwo prawne i ekonomiczne wykonywania zawodu,
- dążenie do rozszerzenia zakresu uprawnień wynikających z licencji doradcy restrukturyzacyjnego w obrocie gospodarczym i prawnym,
- opiniowanie aktów prawnych pozostających w związku z zawodem doradcy restrukturyzacyjnego,
- przedstawianie wniosków właściwym władzom i organom w zakresie stanowienia i stosowania prawa,
- integracja środowiska doradców restrukturyzacyjnych,
- standaryzacja sposobu wykonywania czynności zawodu doradcy restrukturyzacyjnego oraz metod ich oceny,
- popieranie działań mających na celu zwiększenie efektywności i sprawności czynności zawodowych doradcy restrukturyzacyjnego poprzez zastosowanie technik informatycznych i środków komunikacji elektronicznej w prowadzonych postępowaniach,
- doskonalenie zawodowe członków Izby,
- działanie na rzecz należytego wykonywania zawodu przez członków Izby i przestrzegania przez nich zasad etyki zawodowej,
- udzielanie w szczególnie uzasadnionych przypadkach pomocy członkom Izby,
- współdziałanie z innymi organizacjami zawodowymi a w szczególności z samorządami zawodowymi i gospodarczymi,
- utrzymywanie kontaktów z instytucjami międzynarodowymi i organizacjami zagranicznymi związanymi z celami statutowymi Izby.

## Organy Krajowej Izby Doradców Restrukturyzacyjnych
Organami Izby są m:
- Krajowy Zjazd Delegatów (organ stanowiący)
- Konwent Dziekanów Krajowej Izby Doradców Restrukturyzacyjnych / Konwent (organ wykonawczy)
- Komisja Rewizyjna (organ kontroli finansowej)
- Niższy Sąd Dyscyplinarny (orzekający organ dyscyplinarny I instancji)
- Wyższy Sąd Dyscyplinarny (orzekający organ dyscyplinarny II instancji)
- Rzecznik Dyscypliny (oskarżycielski organ dyscyplinarny).

Na terenie okręgów Sądów Upadłościowych mogą ponadto działać Okręgowe Izby Doradców Restrukturyzacyjnych. Są to jednostki organizacyjne nie posiadające osobowości prawnej.
Ciałami funkcyjnymi (pseudoorganami) Okręgowej Izby Doradców Restrukturyzacyjnych są:
- Okręgowy Zjazd Członków Izby (pseudoorgan elekcyjny)
- Okręgowa Rada Doradców Restrukturyzacyjnych (pseudoorgan stanowiący)
- Prezes Okręgowej Rady Doradców Restrukturyzacyjnych (pseudoorgan wykonawczy).

### Zjazd Delegatów
Zjazd Delegatów jest najwyższym organem Izby. Zwyczajny Zjazd Delegatów odbywał się dorocznie (Konwent był uprawniony do zwołania w terminie wcześniejszym zjazdu nadzwyczajnego). Brali w nim udział delegaci wyłonieni przez zgromadzenia regionalnych oddziałów Izby. Do kompetencji Zjazdu należał wybór pozostałych organów Izby. Pozostałe kompetencje można było podzielić na uchwałodawcze (uchwalenie statutu, programu, zasad etyki, zasad gospodarki finansowej, ustalenie wysokości składki członkowskiej) i kontrolne (rozpatrywanie i zatwierdzanie sprawozdań innych organów oraz udzielanie absolutorium). Uchwały Zjazdu zapadały zwykłą większością głosów w obecności wymaganego quorum.

### Konwent Dziekanów Krajowej Izby Doradców Restrukturyzacyjnych
Konwent to organ kierujący bieżącymi sprawami samorządu w okresie między kolejnymi Zjazdami. Do zadań Konwentu należy reprezentacja zrzeszonych doradców restrukturyzacyjnych w stosunkach zewnętrznych (wobec organów władzy i administracji państwowej oraz innych podmiotów krajowych i międzynarodowych) i wewnętrznych. Ważnym elementem zewnętrznej reprezentacji jest opiniowanie projektów ustaw i rozporządzeń dotyczących prawa. Najważniejszą kompetencją wewnętrzną jest zaś podejmowanie uchwał w sprawie przyjęcia doradców restrukturyzacyjnych do organizacji i usunięcia z niej. Do kompetencji Konwentu należało także: zwoływanie Zjazdu i zapewnienie wykonywania jego uchwał. Uchwały Konwentu zapadały zwykłą większością głosów (przy równej ilości głosów decydował głos Dziekana), w obecności co najmniej połowy członków Konwentu. Sposób składania oświadczeń woli przez Konwent określa statut Krajowej Izby Doradców Restrukturyzacyjnych. W skład Konwentu wchodziło od trzech do siedmiu osób. Konwentowi przewodniczy Dziekan, zaś pozostałe funkcje spełniają Prodziekani.

### Komisja Rewizyjna
Do zadań Komisji Rewizyjnej należy kontrola działalności finansowej i majątkowej innych organów Izby. Tryb działania Komisji określa statut. Komisja przedstawiała Zjazdowi Delegatów sprawozdanie ze swej działalności oraz wnioski dotyczące działalności finansowej i majątkowej innych organów. Komisja opiniuje wniosek o udzielenie przez Zjazd absolutorium Konwentowi. Członkowie Komisji Rewizyjnej nie mogą być członkami innych organów samorządu.

### Sąd Dyscyplinarny i Wyższy Sąd Dyscyplinarny
Doradcy restrukturyzacyjni zrzeszeni w izbie podlegają odpowiedzialności organizacyjnej za niewykonanie lub nienależyte wykonanie obowiązków zawodowych określonych prawem oraz za czyny sprzeczne z zasadami etyki zawodowej.
Postępowanie sądowe jest dwuinstancyjne. Pierwszą instancją jest Niższy Sąd Dyscyplinarny, zaś drugą instancją Wyższy Sąd Dyscyplinarny. Członkowie sądów w zakresie orzekania są niezawiśli. Sądy orzekają w składach trzyosobowych, które wyznacza przewodniczący.

### Rzecznik Dyscypliny
Rzecznik Dyscypliny składa wniosek o ukaranie członka Izby do Sądu Dyscyplinarnego. Postępowanie sądowe musiało być poprzedzane postępowaniem wyjaśniającym, którego celem było ustalenie okoliczności czynu oraz wysłuchanie obwinionego. Postępowanie wyjaśniające może wszcząć Rzecznik samodzielnie w wyniku powzięcia wiadomości o popełnieniu czynu rodzącego odpowiedzialność organizacyjną, jak również na żądanie Konwentu i ministra sprawiedliwości. Rzecznik pełni przed sądem rolę oskarżyciela.

### Dziekani Krajowej Izby Doradców Restrukturyzacyjnych
- Maciej Roch Pietrzak (2009-2011),
- Jerzy Sławek (2011–2013).